# Marvin Entholt
Marvin Entholt ist ein deutscher Autor und Regisseur.

## Biografie
Entholt studierte an der Münchner Ludwig-Maximilians-Universität Politik, Philosophie und Publizistik, anschließend an der Hochschule für Fernsehen und Film München (HFF).
Er arbeitet als freier Dokumentarfilm- und Drehbuchautor und Regisseur. Entholt stellt auch fotografische Arbeiten aus.
2014 erschien sein Kriminalroman Friesisch Roulette, 2015 Schwarze Küken, 2021 Tod in Brügge, 2022 das Sachbuch Planet der Schafe.

## Auszeichnungen
- Prädikat Wertvoll 1993
- Bayerischer Fernsehpreis 2000
- Finalist Deutscher Drehbuchpreis 2000
- Stipendium MFI Script Workshop MEDIA Programme European Commission 2001
- Finalist Ernst-Schneider-Preis 2003
- Finalist Drehbuchwettbewerb WriteMovies Los Angeles 2003
- Deutscher Wirtschaftsfilmpreis 2006
- Finalist Award Winner New York Festivals 2007
- Silver Globe Documentaries: Research and Science, World Media Festival 2008
- NaturVision Preis der Jugendjury 2014
- Certificate of Excellence, Nature Without Borders International Film Festival 2022
- Journalistenpreis der Mallorca Zeitung (MZ) 2024